# Hüseyin Bahri Alptekin
Hüseyin Bahri Alptekin (ur. 1957 w Izmirze/Ankarze, zm. 2007 w Stambule) – turecki artysta tworzący fotografię, instalacje site-specific, kolaże, obiekty, video-art. Jeden z pierwszy tureckich artystów aktywnych międzynarodowo. Jego działalność miała znaczący wpływ na powstanie stambulskiej sceny sztuki współczesnej.

## Życiorys
Artysta nie zdobył tradycyjnego wykształcenia artystycznego, ale studiował estetykę, filozofię sztuki oraz socjologię na uniwersytetach w Ankarze i Paryżu.
Podczas paryskich studiów rozwinęły się u niego zainteresowania koncepcjami Michela Foucaulta, Jacques’a Derridy i Josepha Beuysa. Ostatecznie w 1983 uzyskał na Sorbonie dyplom z teorii gier. Podczas pobytu w Paryżu pracował jako fotograf i archiwista w agencji Sipa Press. Ze względu na tę pracę zaczął dużo podróżować, co miało znaczący wpływ na jego późniejszą twórczość.
Zdjęcia znalezione przez kuratorki wystawy w archiwum artysty poświadczają, że odwiedził on Łódź w 1999 roku. W czasie swojego pobytu Alptekin miał zwiedzić tereny Manufaktury, zobaczyć upadające fabryki.

## Twórczość
W pierwszych latach swojej twórczości (początki lat 90.) artysta zajmował się kwestiami globalizacji, imigracji, wygnania oraz międzykulturowego obiegu obrazów. Alptekin, wpisując się w szersze tendencje tamtych czasów, zdawał się wierzyć, że sztuka umożliwia przekraczania różnych granic. Nie tylko tych geograficzne, ale także mentalnych.
Ważną cechą jego artystycznego dorobku jest wyraźne zainteresowanie problemem podziału na centra i peryferie. Objawia się to poprzez obserwację, zbieranie i prezentację popularnych przedmiotów codziennego użytku. W oeuvre Alptekina odnaleźć można kolaże, prace wideo, obiekty, instalacje fotograficzne. Autorzy katalogu łódzkiej wystawy zwracają uwagę,                     że niezależnie od rodzaju materiałów używanych przez artystę, zawsze najważniejsza była w nich idea mobilności, a Alptekin traktował „globalne śmieci” jak skarby. Kuratorki wystawy zauważają, że artysta nigdy nie poruszał się utartymi ścieżkami. Chociażby wybór przestrzeni wystawienniczych (m.in. tureckie łaźnie na Bałkanach) zdecydowanie odbiegał od klasycznych standardów sal muzealnych.
Istotną cezurą w twórczości Alptekina jest „upadek zimnowojennego układu świata, co wiązało się intensyfikacją przypływów kapitału, zwiększonym obiegiem przedmiotów, ale także powstawaniem nowych globalnych nierówności, asymetrii, podziałów na centra i peryferie”.
Globalizacja u Alptekina wiąże się z wyobrażeniami o peryferyjności, przypadkowości. W swoich pracach starał się skonstruować taką wersję globalizacji, która nie korzysta z mechanizmów odpowiedzialnych za wytwarzanie nierówności. Dlatego też kuratorki łódzkiej wystawy podkreślają to specyficzne dla artysty rozumienie opozycji: centrum/peryferia. Ponieważ Alptekin zupełnie unika jakiegokolwiek wartościowania, to wizyta w Łodzi nie jest mniej ważna niż wizyta w jakimkolwiek innym mieście.
Alptekin był zafascynowany kontrastem między oczekiwaniami a rzeczywistością, co ma swój oddźwięk w pracach fotograficznych dokumentujących znaki hotelowe. Hotele, często o nazwach odnoszących się do egzotycznych, orientalnych miejsc, zdawały się sugerować, że przebywający w nich goście będą mogli poczuć klimat tych odległych miejsc. Rzeczywistość jest jednak bardzo rozczarowująca, a hotele prezentują raczej przeciętne standardy.  
W dorobku artysty poza pracami stanowiącymi komentarz na temat konsekwencji globalizacji oraz rozdźwięku między oczekiwaniem a rzeczywistością można doszukać się także zainteresowania nowymi drogami dystrybucji sztuki.

### Grup Grip-in
Hüseyin Bahri Alptekin był członkiem artystycznej formacji Grup Grip-in. Nazwa została wzięta od marki tureckiego środka przeciwbólowego, który był popularny w latach 30. XX wieku. Poza Alptekinem do grupy należeli także jego dawni uczniowie. Wszystkim członkom grupy miało być znane podejście artysty do twórczości, które opierało się na zanegowaniu rozróżnienia na sztukę niską i wysoką oraz pozytywnym wartościowaniu pracy wspólnej.
Artysta nie przywiązywał się szczególnie do kanonów historii sztuki, z dziejów której korzystał swobodnie i wybierał z niej jedynie frapujące go motywy i formy. O wiele bardziej interesowały go „zbiorowe, anonimowe praktyki kulturowe”. Właśnie w ramach tejże grupy Alptekin, bazując na koncepcjach Rolanda Barthes’a, eksplorował twórczość anonimową.

### Prace
- Heimat-Toprak (2001)

Instalacja Heimat-Toprak z 2001 roku została wykonana za pomocą cekinów zamontowanych na plastikowych podkładach. Cekiny stanowiące całą powierzchnię pracy występują w trzech kolorach – złotym/żółtym, czerwonym oraz czarnym. Na złotym tle od góry czerwonymi cekinami zapisane zostało niemieckie słowo heimat (ojczyzna), a na dole czarnymi tureckie słowo toprak (ziemia). Można tu mówić o świadomej intencji nawiązania do kolorów niemieckiej flagi. Złote cekiny niosą ze sobą dodatkowe znaczenie - odnoszą się do kultury bliskowschodniego orientu albo raczej do wyobrażeń na jej temat obecnych na Zachodzie.
Flaga ta dzięki takiemu zestawieniu staje się więc „jakąś inną, hybrydalną flagą terytorium, w którym rozmywają się ustalone granice narodowe i kulturowe hierarchie".  
Jarosław Suchan zwraca uwagę, że praca ta pokazuje, jak we współczesnym świecie migrują znaki, symbole i jak się zmieniają w czasie. Badacz sugeruje, że w tej pracy elementy różnych kultur spotykają się we wspólnej przestrzeni, w której nie są wartościowane, ponieważ funkcjonują na tych samych prawach. Dla Alptekina kultura zglobalizowana ma charakter skreolizowany, gdzie elementy „swoje” łączą się z „obcymi”.   
- Kara-Kum (1995)

Alptekin w swojej twórczości zajmował się także kwestią orientalizmu. Demaskował orientalne klisze za pomocą eksponowania ich przypadkowości. Artysta za pomocą zmiany kontekstu wcześniej powielonych i powiększonych obiektów obnażał złudny charakter zunifikowanego Orientu. Świetnym tego przykładem jest praca Kara-Kum z 1995 roku, zaprezentowana na wystawie w Muzeum Sztuki w Łodzi. Jest to powiększone opakowanie tytoniu amerykańskiej marki Camel. Atrakcyjności produktu miało zwiększyć wykorzystanie motywów orientalnych, więc turecki tytoń reklamowany jest za pomocą egipskich piramid i wielbłąda, a całość zwieńczona jest napisem Kara-Kum, który jest nazwą turkmeńskiej pustyni. Cała praca jest wariacją na temat oryginalnego loga marki Camel i funkcjonuje jako krytyka kapitalistycznej logiki marketingowej, która opiera się tylko na tym, aby zwiększyć sprzedaż.
- Turecka ciężarówka (1995)

Ciężarówka, która podczas wystawy w Łodzi została umieszczona przed budynkiem Muzeum Sztuki przy ulicy Ogrodowej, została skonstruowana w 1995 na Biennale w Stambule. Współpraca z artystą Michaelem Morrisem zaowocowała wielką, wyglądającą lekko absurdalnie konstrukcją wypełniona piłkami, która może sprawiać wrażenie powiększonej zabawki.
Praca ta jest swego rodzaju grą, ponieważ w Turcji zwyczajowo kierowcy takich pojazdów umieszczają z tyłu różne napisy, na przykład ömür biter yol bitmez – życie się kończy, ale droga nigdy.

## Wybrane wystawy indywidualne
Wybrane wystawy: 
- Hüseyin Bahri Alptekin, SESC Pompeia, São Paulo 2013.
- I Am Not A Studio Artist, SALT Beyoğlu, İstanbul 2011.
- Global Mockery, Maison de Folie de Wazemmes, Lille 2009.
- Kriz:Viva Vaia, Dulcinea Gallery, İstanbul 1999.
- Karakum: Desert in the Bath, Tšršk Fÿrdš, Budapest 1995.
- St. Etienne Express, with M.D. Morris, MD Santiye Gallery, İzmir 1995.
- Soap/Coal-Hide&Trace, with M.D. Morris, Galeri Nev, Ankara 1994.
- Transversality, with M.D. Morris, Laura Knott Gallery, Bradford College, Massachusetts 1994.
- Blind Potent Spot/Magneto-Radiator, with M.D. Morris, Galeri Nev, İstanbul  1992.
- Heterotopia, with M.D. Morris, Ars Art Gallery, Ankara 1992.
- Hierarchy, with M.D. Morris, Siyah & Beyaz Art Gallery, Ankara 1991.

### Wystawa w Muzeum Sztuki w Łodzi
Na przełomie 2013/2014 roku w Muzeum Sztuki w Łodzi odbyła się wystawa artysty pt. Hüseyin Bahri Alptekin. Zajścia, zdarzenia, okoliczności, przypadki, sytuacje. Poza pracami z lat 1991–2007 zaprezentowano tam także liczne materiały z jego archiwum. Narracja wystawy została oparta na specyficznym podejściu Alptekina do kwestii peryferii i uniwersalizmu. Punktem wyjścia dla kuratorek był „rozwój i sprzeczności globalizacji sztuki”, które stanowią „ramę (lecz nie matrycę) twórczości Hüseyina Bahriego Alptekina”.

## Biennale
Biennale:
- Cetinje 2002
- Iasi 2003
- Tirana 2003
- Hawana 2003
- San Sebastian 2004
- Tirana 2005
- Stambuł 2006
- Wenecja 2007